# Fear Factory
Fear Factory es una banda estadounidense de metal industrial surgida en 1989 en Los Ángeles y que ha realizado numerosos álbumes musicales. A través del paso de los años el sonido de la banda ha cambiado mucho, lo que generó varias peleas y discusiones entre los admiradores, ya que en todos sus álbumes han experimentado distintos géneros del metal extremo y alternativo, como la combinación de los estilos death metal, groove metal, thrash metal, metal industrial y nu metal. El sonido resultante de las combinaciones ha demostrado ser enormemente influyente en la escena del metal a mediados de los años 1990 y en adelante.
Su álbum con el nombre de Transgression se describe como un esfuerzo experimental y atípico, también contiene elementos de metal progresivo. En marzo de 2002, la banda se tomó un descanso disolviéndose por algunas disputas internas entre los integrantes, pero la banda retomó camino a principios del año 2003, menos el miembro de la banda Dino Cazares, quien tocaba la guitarra en la banda, lo que provocó que Christian Olde Wolbers (el bajista original de la banda), tomase el puesto de Cazares como guitarrista y se contratase a un nuevo bajista llamado Byron Stroud.
Desde su reformación la banda ha logrado hacer giras con bandas como Black Sabbath, Pantera, Iron Maiden, Slayer, System of a Down, Megadeth, Dream Theater, Mastodon, Misery Index y Rammstein, también han participado en Ozzfest y el Gigantour creado por Megadeth, también han logrado entrar en los charts de Estados Unidos teniendo varios sencillos en los charts del US Mainstream Rock Top 40, estos también han tenido varios de sus álbumes los cuales han entrado en el Billboard Top 40, 100 y 200.
La banda, también ha sufrido numerosos cambios de integrantes, no habiendo en la actualidad ningún componente que haya estado presente en todas las etapas de Fear Factory.

## Biografía

### Origen de la banda
Fear Factory se formó en 1989 en Los Ángeles bajo el nombre de "Ulceration", de la mano de Raymond Herrera y Dino Cazares. Dino Cazares y Raymond Herrera compusieron la primera canción de Fear Factory, llamada "Sufferage", una noche de Halloween que pasaron juntos. A finales de 1989 entró en el grupo Burton C. Bell y el nombre fue cambiado por el de Fear Factory. Como curiosidad "Ulceration" es también el nombre de uno de los temas de su primer álbum Concrete.
Fear Factory es una de las mayores influencias de la música extrema, tanto por su técnica, como por su sonido original e independiente, que creó un estilo propio.[cita requerida] Fue la primera banda que incorporó voces limpias en una banda de death metal. Comenzaron su trayectoria musical como una banda de death metal con los discos Concrete y Soul of a New Machine, pero con grandes influencias de grupos como Napalm Death, Godflesh, Ministry, Neurosis y otras bandas industriales y grindcore/death metal. Después, pasaron a groove metal/metal industrial con Demanufacture, y posteriormente a metal industrial con influencias más marcadas por el nu metal, con los discos Obsolete y Digimortal.
El inicio de su carrera profesional tuvo como punto de partida una recomendación de Max Cavalera, de Sepultura, a la discográfica Roadrunner Records, gracias a su álbum Concrete. Previamente, Fear Factory había enviado su material a Earache Records, que los rechazaron por, según ellos, parecerse demasiado a Napalm Death o a Godflesh.
Con Roadrunner editaron el álbum Soul of a new machine, en 1992. Este disco no tuvo mucho éxito pero les brindó la oportunidad de hacer una gira por todo Estados Unidos con otras bandas como Sepultura, Biohazard y Sick of it all. Incluso viajaron a Europa de la mano de Brutal Truth. Para las giras contrataron a Andrew Shives como bajista, encargándose Dino Cazares de la guitarra a pesar de haber grabado el bajo para el disco.
Al año siguiente editaron Fear Is the Mind Killer, un EP en el que Fear Factory se mostró más experimental que en su anterior trabajo. El disco estaba compuesto por temas que ya aparecían en Soul Of A New Machine, pero remezclados por Rhys Fulber y Bill Leeb de Front Line Assembly. Este disco, también marcó el debut en la banda del teclista Reynor Diego.
Tras el despido de Andrew Shives en 1994, encontraron a Christian Olde Wolbers a través del cantante/bajista Evan Seinfeld de Biohazard. Christian estaba en ese momento de vacaciones en Los Ángeles, ya que él vivía en Bélgica, pero accedió a unirse al grupo.

### Demanufacture, la consagración
En el año 1995, Fear Factory saltó a la fama de la mano del álbum Demanufacture, a través del sello Roadrunner, consiguiendo el apoyo unánime de la crítica y el público. El éxito los llevó a una gran gira durante los dos siguientes años y les abrió las puertas de grandes festivales internacionales, como por ejemplo Ozzfest, en los que compartieron escenario con grandes grupos como Black Sabbath, Iron Maiden y Megadeth. Este disco, marcó el reconocimiento de Fear Factory como una de las bandas más importantes e innovadoras del metal. En este disco, se pueden observar, claramente, los elementos que caracterizan a la banda, y que la distinguieron de las demás, ganándose un sitio dentro de los grandes del metal. Por un lado, se está la perfecta sincronización entre los potentísimos riffs de guitarra de Dino y la rápida batería de Herrera, que complementado con el bajo grabado por Dino (Christian no grabó el álbum), le daban un carácter extremo al disco. También, es muy importante agregarle el gran trabajo de Burton C. Bell, quién es capaz de mezclar voces cercanas al death metal, con coros, con una voz sumamente limpia y melódica; y los teclados y sintetizadores del coproductor Rhys Fulber.
Los principales temas de este disco son "Replica" (del que incluso se grabó un vídeo), siendo y es el tema más melódico del disco, "Zero Signal", que es el máximo exponente de la fuerza y rapidez de la banda, y "Self Bias Resistor", cuyos memorables coros destacaron este tema. También, cabe destacar temas como "New Breed", donde se aprecia magistralmente la unión de elementos metaleros con música electrónica.
El famoso juego Carmageddon usó como banda sonora del mismo varias de las canciones de este álbum de manera instrumental, para más deleite de los jugadores.
En 1997, Fear Factory lanza Remanufacture, que consistía en remezclas de todos sus temas de Demanufacture, lo que dejaba claro las influencias de la música electrónica sobre la banda.

### Obsolete, disco de oro
Tres años después de Demanufacture, la banda edita el disco Obsolete, en 1998, volvieron a repetir éxito y acto seguido comenzaron nuevas giras con bandas como Slayer y Rammstein. Obsolete, en términos de ventas, fue el disco más exitoso de Fear Factory, llegando a ser disco de oro en Estados Unidos. Este disco fue uno de los grandes éxitos para ese entonces del sello Roadrunner Records. Este disco siguió el camino anterior disco, metal industrial, además de seguir mezclando voces desgarradoras con voces limpias en los coros. A pesar de esta línea general de continuidad, también se incluyeron temas más comerciales como "Edgecrusher", en que por primera vez se añadían elementos más cercanos al nu metal, aunque finalmente primó absolutamente un estilo más cercano a Demanufacture. Aunque su vena experimental se observó más controlada, en este disco se decidieron por meter violas, violines y chelos en algunas canciones, dándole un toque más épico a algunos temas.
Los temas más importantes del disco son “Shock”, donde se aprecia el clásico sonido de Fear Factory: metal industrial con líneas vocales que giran para sonar bien salvajes y desgarradas o bien como himnos. A lo largo del álbum, la tensión musical va creciendo, destacando entre medio temas oscuros como "Freedom or Fire" y otros más melódicos, como "Descent", hasta llegar al tema "Resurrection", la canción más sorprendente del álbum y posiblemente la más melódica de Fear Factory, hasta ese entonces. Los coros de este tema se convirtieron indudablemente en uno de los himnos más memorables de la banda. De este tema también se grabó un vídeo. De este disco se publicaría más adelante, una edición especial para coleccionistas, en la que se incluye entre otros, el tema "Cars", una versión de Gary Numan, además de ser esta la primera vez que la banda experimenta con un tema pop, aunque sin perder en ningún caso su sello característico.

### Digimortaly el acercamiento pronunciado alnu metal
Tras el exitoso Obsolete, que llegó a ser disco de oro en Estados Unidos, surgieron disputas en la banda sobre el estilo que Fear Factory debía seguir. Por un lado, Dino Cazares se inclinaba por regresar a la raíces del emblemático Demanufacture, y por el otro, el resto de los miembros, quienes preferían agregar al disco elementos de rap. En una entrevista, Dino Cazares dijo que, Raymond Herrera, le pidió que dejase componer a Christian Olde-Wolbers, quien, según Dino, por aquellas épocas escuchaba mucho hip-hop y nu metal. Esto acarreó tensiones entre miembros del grupo. Por otro lado, la discográfica, también instó al conjunto a que hicieran un estilo más comercial. Finalmente, se impuso la visión de la mayoría y, en 2001, ve la luz su siguiente álbum, Digimortal. Este trabajo fue bastante criticado debido a las similitudes del mismo con el estilo nu metal, alejándose en cierta manera de la agresividad de sus anteriores trabajos. 
Aunque, a muchos les pareció que este disco era una evolución natural de una banda que ampliaba su público, a otros les pareció una verdadera decepción seguir un estilo, que consideraban excesivamente comercial y alejado de las raíces de sus  trabajos anteriores. A pesar de que Digimortal estuvo lejos de ser un fracaso en términos comerciales, lo cierto es que fue incapaz de igualar a su antecesor Obsolete, causando gran tensión y frustración entre los miembros de la banda y tensiones con el sello discográfico. Las influencias del nu metal están muy presentes, incluso en el tema "Back the Fuck Up", Burton C. Bell canta junto a un miembro del grupo de hip-hop Cypress Hill. Temas destacables son "Dark Bodies", que es literalmente una balada a lo Fear Factory, mezclando pasajes tranquilos con la brutalidad característica de la banda. Otras canciones importantes son "Damaged", donde a ratos recuperan su sonido metalero habitual y "Digimortal". "Linchpin" es el indiscutido tema principal del disco, con una melodía muy llamativa, siendo uno de los temas más recordados de este disco. De este tema se grabó un vídeo, siendo el último donde se pueden ver a los cuatro miembros originales juntos.

### La separación
Finalmente, tras los problemas surgidos tras Digimortal, en marzo de 2002, el grupo se disolvió. Sumado a las diferencias musicales, también existían fuertes problemas de convivencia entre Dino Cazares y Burton C. Bell, aunque también con los demás miembros. A finales de ese año, se anunció el regreso de la banda sin Dino Cazares, con lo que la formación cambió, pasando Christian Olde Wolbers a guitarra, para dar espacio al nuevo bajista, procedente de Strapping Young Lad, Byron Stroud (a pesar de que en el siguiente álbum, Archetype, fue el propio Christian quien se encargó, también, del bajo). El baterista Raymond Herrera y el vocalista Burton C. Bell mantuvieron sus posiciones. Frente al cambio de Chirstian desde bajista a guitarrista en reemplazo de Cazares, el baterista Raymond Herrera aseguró: "Christian era mucho más capaz de hacer el trabajo. Es mucho más rápido y preciso. Es mejor guitarrista que Dino. Y puedo decirlo porque si alguien sabe lo bueno que es Dino, soy yo. He visto a Christian hacer cosas a las que Dino nunca hubiese llegado. Puede tocar abiertamente, en un estilo realmente épico. Es más multifacético que Dino. No tengo nada contra Dino. Dino era muy bueno en lo que hacía. Sólo que Christian es capaz de hacer lo mismo y otras cosas más. Creo que es interesante. Es genial, ¿quién sabe? Quizás si Christian hubiese escrito más en la guitarra en los días con Dino, las cosas hubiesen sido distintas. Nunca se nos ocurrió antes porque todo funcionaba bien".
Sin embargo, el exguitarrista de la banda se defendió, argumentando que él, junto a Raymond, fueron los compositores principales de los discos Soul of a New Machine, Demanufacture y Obsolete, y que Christian apenas colaboró, siendo su principal aporte el "fallido" Digimortal. Además, acusó a Christian de imitar los riffs suyos, argumentando que su mejor trabajo es copiar bien su forma de tocar guitarra. Incluso al escuchar el disco Archetype, ironizó, diciendo que pensó que él estaba tocando.

### El regreso
A comienzos de 2004 se conoció que el grupo estaba trabajando en un nuevo disco bajo la discográfica Liquid 8 Records. En abril lanzaron Archetype, considerado uno de los mejores álbumes de su carrera, y que los devuelve a su estilo metal industrial/groove metal con una fuerte influencia de death metal. En este disco, abandonan definitivamente el estilo nu metal, para volver a sonidos más cercanos a Demanufacture. Durante todo el disco, los temas muestran gran agresividad, destacando los temas "Slave Labor", "Archetype" y "Cyberwaste".
Este trabajo, tuvo un moderado éxito que les permitió enderezar su trayectoria y les dio confianza para lanzar un segundo disco en agosto de 2005. Este fue titulado Transgression y supuso un paso adelante en la evolución del sonido de Fear Factory tomando elementos más melódicos pero intentando mantener la fuerza que los caracterizaba. Incluso en este disco se incluyó un cover de U2, la canción "I Will Follow", en la que el grupo, interpreta un tema pop, pero manteniendo su estilo. A pesar de esto el disco tuvo algunas críticas, por el peculiar cambio de estilo, sin embargo estos se defendieron argumentando que Transgression era un disco experimental.

### Reformación
El 7 de abril de 2009, Burton C. Bell y el miembro fundador, Dino Cazares anuncian que han reformado a Fear Factory, con Byron Stroud (Strapping Young Lad, Zimmers Hole) continuando en el bajo y con la incorporación de Gene Hoglan (Death, Dark Angel, Strapping Young Lad) en la batería, reemplazando a Raymond Herrera. Tampoco Christian ha sido tomado en cuenta en esta nueva formación.
Raymond Herrera y Christian Olde Wolbers formaron un nuevo proyecto, llamado Arkaea, con el cantante Jon Howard y el bajista Pat Kavanagh, de la banda Threat Signal. El disco debut de Arkaea, salió el 14 de julio de 2009 a través de E1 Music (anteriormente Koch Records).
Fear Factory lanzó otro álbum, Mechanize, en febrero de 2010, y en julio de 2012 salió su octava entrega discográfica, llamada The Industrialist. El 1 de mayo, se anunció que el ex-Static-X y bajista de Soulfly, Tony Campos, se integraría a la banda como bajista, anteriormente, Campos ya había trabajado con Cazares en la banda Asesino. El 7 de agosto de 2015 lanzaron su noveno álbum Genexus a través de la discográfica Nuclear Blast.

### Incertidumbre por una demanda
Sobre octubre de 2019, Dino Cazares dijo que Fear Factory no sacaría un nuevo álbum y que el futuro de la banda era incierto, debido a que los exmiembros Christian Olde Wolbers y Raymond Herrera habían puesto una demanda que les prohíbe usar el nombre Fear Factory.

### Salida de Burton C. Bell
El 28 de septiembre de 2020, Burton C. Bell anuncia en su sitio web un comunicado titulado "En mis propias palabras" en el cual anuncia la salida de la banda. Indicando como una de las razones, que no puede seguir asociado a alguien “en quien no puede confiar ni respeta”.
Este es el comunicado traducido al español:

Me considero una persona reservada, y prefiero mantener mis asuntos personales para mi y para mis seres queridos de confianza. Hago mis declaraciones públicas con intención reflexiva, sin desviarme nunca de la verdad, a pesar de la constante serie de representaciones deshonestas y acusaciones infundadas de miembros pasados y presentes de la banda; un drama tóxico del que escojo no ser partícipe.

Los últimos años han sido profundamente agónicos, con estos miembros desangrando mi pasión con un depravador engaño. Como consecuencia directa de su codicia, estos tres me han arrastrado hacia el sistema judicial injusto, lo que ha resultado en el desgaste legal que me ha paralizado financieramente. Al final, estos tres miembros se han apoderado de mi principal medio de vida. Sin embargo, nunca tomarán mi legado de 30 años como el corazón de la máquina. Un legado que ningún otro miembro, pasado o presente, puede reclamar.
Así que, después de una considerable y contemplativa búsqueda del alma, me he dado cuenta de que no puedo alinearme con alguien en quien no confío ni respeto. Por lo tanto, estoy anunciando a mis fans mi salida de Fear Factory para enfocar toda mi energía y atención hacia el éxito continuo de Ascension of The Watchers y de todos mis esfuerzos futuros.
Estoy muy orgulloso del último álbum de Ascension of The Watchers, ‘Apocrypha’. El proceso de composición y grabación de ‘Apocrypha’ ha sido un viaje verdaderamente catártico y artístico de exploración y crecimiento para mi. Reavivando mis pasiones a través de mi escritura, permitiendo que mi música florezca, que mi alma se eleve, salvándome del verdadero infierno que envolvió una parte importante de mi vida diaria. Colaborar con espíritus afines y talentosos realmente ha generado un ambiente inspirador de apoyo y respeto mutuo, un espíritu que he echado de menos durante mucho tiempo.

Me gustaría agradecer a todos mis fans su continuo apoyo a lo largo de mi carrera. Estoy muy orgulloso de mis logros, pero es hora de seguir adelante. Ahora miro hacia el futuro con los ojos, la mente y el corazón abiertos, mientras mi camino artístico lucha por lograr un éxito aún mayor en la música, en la escritura y en mi arte. Es cierto, “el final es siempre el principio”. El alma se ha liberado de la máquina.

Posteriormente el comunicado fue retirado del sitio web, quedando el enlace (enlace roto disponible en Internet Archive; véase el historial, la primera versión y la última). pero sin contenido.

### Nuevo cantante y nueva gira
El 21 de febrero de 2023 se anunció que el italiano Milo Silvestro, del grupo Dead Channel, sería el nuevo vocalista de Fear Factory. La banda empezó una nueva gira norteamericana el día 25 del mismo mes con Static X, Dope, Mushroomhead y Twiztid.

## Legado e influencia
Fear Factory, fueron unas de las primeras bandas en combinar el death metal con rock industrial teniendo un gran impacto dentro de la escena metalera desde que lanzaron su primer material en 1992. Fear Factory es notablemente reconocido por bandas contemporáneas por abarcar en su temática la ciencia ficción y la tecnología, ya que muchos de sus primeros álbumes se centran en este tema, creando así una historia la cual se desarrolla a lo largo de tres álbumes conceptuales (Demanufacture, Obsolete y Digimortal).
Con base en el relanzamiento de Soul of a New Machine, Robert Flynn, Mark Hunter y Mike Sarkisyan (vocalistas de Machine Head, Chimaira y Spineshank respectivamente) citaron a Fear Factory como una de sus más grandes influencias. Robert Flynn comentó que su estilo vocal esta fuertemente influenciado por el de Burton Bell. Mark Hunter dijo que el estilo de ejecución de la batería en Chimaira esta notoriamente influenciado por estilo de Raymond Herrera. Otras bandas han citado a Fear Factory como sus principales influencias como Disturbed, Static-X y Coal Chamber.
Bandas modernas como Mnemic, Scarve, Sybreed, Threat Signal y Last Scene Ends poseen en su estilo una singular influencia de la técnica de Fear Factory y han comentado que tienen una singular admiración hacia la banda.
Peter Tägtgren de Hypocrisy ha dicho que “Fear Factory está muy cerca de nuestros corazones” y que “Soul of a New Machine fue la principal influencia que le motivó a iniciar su proyecto Pain.
Devin Townsend de Strapping Young Lad citó que su mayor influencia para crear el álbum Heavy as a Really Heavy Thing fueron Fear Factory y Napalm Death.

## Discografía
| Álbumes de estudio - 1992: Soul of a New Machine - 1995: Demanufacture - 1998: Obsolete - 2001: Digimortal - 2004: Archetype - 2005: Transgression - 2010: Mechanize - 2012: The Industrialist - 2015: Genexus - 2021: Aggression Continuum | Remix - 1993: Fear is the Mindkiller - 1997: Remanufacture - 2022: Recoded Instrumentales - 2021: Aggression Continuum - The Instrumentals Bandas Sonoras - 1999: Messiah Compilaciones - 2003: Hatefiles - 2006: The Best of Fear Factory Demos - 1991: Demo 1 (Lost Souls) - Demo '91 - 2002: Concrete DVD - 2002: Digital Connectivity |

Extended Played (EP)
- 1993: Fear is the Mindkiller
- 1997: Burn
- 1997: The Gabber Mixes
- 1998: Resurrection
- 2001: Linchpin: Special Australian Tour
- 2005: Live on the Sunset Strip

### Sencillos
| Año  | Título                           | Mejor posición | Mejor posición | Mejor posición | Mejor posición | Álbum             |
| Año  | Título                           | EUA Sales      | EUA Alt.       | EUA Main.      | R.U.           | Álbum             |
| ---- | -------------------------------- | -------------- | -------------- | -------------- | -------------- | ----------------- |
| 1995 | «Replica»                        | —              | —              | —              | —              | Demanufacture     |
| 1995 | «Dog Day Sunrise»                | —              | —              | —              | 85             | Demanufacture     |
| 1997 | «Burn»                           | —              | —              | —              | 83             | Remanufacture     |
| 1998 | «Resurrection»                   | —              | —              | —              | 88             | Obsolete          |
| 1998 | «Shock»                          | —              | —              | —              | —              | Obsolete          |
| 1999 | «Descent»                        | —              | —              | 38             | —              | Obsolete          |
| 1999 | «Cars»                           | —              | 38             | 16             | 57             | Obsolete          |
| 2001 | «Linchpin»                       | —              | —              | 31             | 85             | Digimortal        |
| 2002 | «Invisible Wounds (Dark Bodies)» | —              | —              | —              | —              | Digimortal        |
| 2002 | «Sangre de Niños»                | —              | —              | —              | —              | Concrete          |
| 2004 | «Bite the Hand That Bleeds»      | 47             | —              | —              | —              | Archetype         |
| 2005 | «Supernova»                      | —              | —              | —              | —              | Transgression     |
| 2009 | «Powershifter»                   | —              | —              | —              | —              | Mechanize         |
| 2010 | «Fear Campaign»                  | —              | —              | —              | —              | Mechanize         |
| 2010 | «Final Exit»                     | —              | —              | —              | —              | Mechanize         |
| 2012 | «Recharger»                      | —              | —              | —              | —              | The Industrialist |
| 2012 | «New Messiah»                    | —              | —              | —              | —              | The Industrialist |
| 2012 | «The Industrialist»              | —              | —              | —              | —              | The Industrialist |
| 2015 | «Soul Hacker»                    | —              | —              | —              | —              | Genexus           |
| 2015 | «Protomech»                      | —              | —              | —              | —              | Genexus           |
| 2015 | «Dielectric»                     | —              | —              | —              | —              | Genexus           |

## Miembros
Actuales
- Dino Cazares − guitarra, coros (1989-2002, 2009-presente)
- Mike Heller - batería (2012- presente)
- Tony Campos − bajo, coros (2015-presente)
- Milo Silvestro - voz (2023-presente)

Pasados
- Burton C. Bell − voz (1989-2002, 2002-2006, 2009-2020)
- Christian Olde Wolbers − bajo (1993-2002) guitarra (2002-2008)
- Raymond Herrera − batería (1989-2002, 2002-2008)
- Matt DeVries − bajo (2012-2015)
- Byron Stroud - bajo (2002-2006, 2009-2011)
- Andrew Shives − bajo (1992-1994)
- Dave Gibney − bajo, coros (1989-1991)
- Andy Romero − bajo en "Concrete" (1991-1992)
- Raynor Diego − teclista (1991-1995)
- Gene Hoglan - batería (2010-2012)

Personal adicional
- Rhys Fulber − samples, DJ
- Steve Tushar - sonidos electrónicos
- John Bechdel − teclista